# Michael Tommy
Michael Tommy (Freetown, Sierra Leona, 30 de junio de 1979) es un exfutbolista sierraleonés que se desempeñó como guardameta.
Tommy llegó a Costa Rica en el 2004, país donde jugó por 6 temporadas en la Primera y Segunda División.

## Trayectoria
Tommy nació en Freetown, capital de Sierra Leona. Inició su andar en el fútbol profesional en el Mighty Blackpool de la Liga Premier de Sierra Leona. Luego pasaría a la Premier League de Liberia para jugar con el Mighty Barrolle. 
Más adelante se marcharía a Costa Rica donde desarrolló la mayor parte de su carrera jugando para clubes como Municipal Puntarenas, Herediano, Cartaginés, Belén FC y el Municipal Grecia donde se retiraría en el 2010.
Su vida a dado un giro total, ahora es misionero, cambió los campos de futbol por las iglesias, y las charlas técnicas por la palabra de Dios, la cual brinda a los jóvenes de las iglesias donde el vive.
Tiene un programa radial en Radio Bahía 107.9, llamado "The Lord will Provide", donde brinda consejo a sus radio escuchas.
Actualmente labora para la empresa Valor global, la cual funcionaba como ace global antes de un caótico deceso.

## Clubes
| Club                 | País         | Año         |
| -------------------- | ------------ | ----------- |
| Mighty Blackpool     | Sierra Leona | 2000 - 2001 |
| Mighty Barrolle      | Liberia      | 2001 - 2003 |
| Herediano            | Costa Rica   | 2004        |
| Belén FC             | Costa Rica   | 2004 - 2005 |
| Municipal Puntarenas | Costa Rica   | 2005 - 2006 |
| Cartaginés           | Costa Rica   | 2006        |
| Liberia Mía          | Costa Rica   | 2007        |
| Municipal Puntarenas | Costa Rica   | 2008        |
| Municipal Grecia     | Costa Rica   | 2009 - 2010 |